# Len Janson
Len Janson (* um 1937) ist ein US-amerikanischer Autor, Drehbuchautor, Animator, Filmproduzent Filmregisseur und Storyeditor, der 1968 als Produzent des Kurzfilms Stop, Look and Listen für einen Oscar nominiert war.

## Biografie
Janson begann seine Arbeit beim Film als Allrounder in Walt Disneys Cartoon-Studio. 1967 wirkte er als Assistent an Disneys Zeichentrickfilm Das Dschungelbuch mit, wobei er Chuck Menville kennenlernte. Es entstand eine lebenslange Freundschaft und eine enge Zusammenarbeit. Das Gespann drehte sowohl Live-Action-Filme als auch Animations- oder Zeichentrickfilme. Zusammen produzierten sie 1967 auch den oscarnominierten Film Stop, Look and Listen, bei dem sie praktisch alles selbst machten. So führten sie Regie, schrieben das Drehbuch und besetzten sich selbst in den Rollen der beiden Autofahrer. Der Film wurde als Pixilation (Einzelbildschaltung), eine Form von Stop-Motion, realisiert. Dadurch sieht es so aus, als ob die auf dem Asphalt sitzenden Männer tatsächlich fahren würden. Disney und weitere Studios in Hollywood konnten dieser Technik nichts abgewinnen, die so weitgehend in Vergessenheit geraten war. Menville und Janson belebten die damals tote Kunst der Stop-Motion-Pixelanimation wieder, um sie einer anderen Generation vorzustellen. Die Animation von Lebewesen und Objekten war zwar nichts Neues für den Film, aber Menville und Janson hoben den Prozess technisch und kreativ auf eine völlig neue Ebene. Eine weitere Arbeit der beiden Männer im selben Jahr war der Kurzfilm Vicious Cycles, eine Komödie, in der eine Bande von harten Bikern Mitglieder eines Motorroller-Clubs einzuschüchtern versuchen. Menville spielte den Anführer des Motorroller-Clubs. Auch hier verwendeten Menville und Janson wieder die Pixilationstechnik. Auch in ihrem nächsten Film Blaze Glory (1969) wandten die Filmemacher die Pixilationstechik wiederum an. Diesmal ritten Helden und Schurken in einem Western, ohne wirklich auf Pferden zu sitzen. Menville spielte zudem den Hauptcharakter. Der Film wurde sehr aufwändig inszeniert.
Mitte der 1970er-Jahre arbeiteten Menville und Janson eine Zeitlang für das Trickfilmstudio Filmation. In dieser Zeit entstanden auch vier Folgen des Captain-Marvel-Ablegers Shazam (1974), in denen ein kleiner Junge, der sich in den Superhelden Captain Marvel verwandeln kann, das Land bereist und den Menschen hilft, indem er das Böse bekämpft.
In den 1980er-Jahren wirkte Janson an einer Reihe von Serien mit, die in den USA jeweils am Samstagmorgen liefen, darunter The Smurfs, Kissyfur und The Real Ghostbusters. Janson und Menville waren inzwischen zu respektierten Namen in der Animationsbranche geworden, was auch die großen Animationsstudios dazu veranlasste mit ihnen zusammenzuarbeiten. Die Freundschaft und kreative Zusammenarbeit der beiden Männer endete mit Menville Tod 1992. Janson war noch einige Jahre beruflich aktiv, wobei er in erster Linie als Storyeditor für die Zeichentrickserie Sonic the Hedgehog tätig war, und für die Krimiserie Baywatch Nights einige Episoden verfasste.

## Filmografie (Auswahl)
- 1964: Assistenzarzt Dr. Kildare (Fernsehserie, 3 Folgen; Autor, Storyeditor)
- 1967: Stop, Look and Listen (Kurzfilm; Autor, Produzent, Regie, Darsteller)
- 1967: Vicious Cycles (Kurzfilm; Autor, Produzent, Regie, Darsteller)
- 1969: Cattanooga Cats (Fernsehserie; Autor)
- 1969: Blaze Glory (Kurzfilm; Autor, Produzent, Regie, Darsteller)
- 1969–1972: Sabrina, the Teenage Witch, 59 Folgen; Autor)
- 1970: Sabrina and the Groovie Goolies (Fernsehserie, 16 Folgen; Autor)
- 1972: Sgt. Swell of the Mounties (Kurzfilm; Autor, Produzent, Regie, Darsteller)
- 1972: Captain Mom (Kurzfilm; Autor, Produzent, Regie)
- 1972, 1973: Lassie’s Rescue Rangers (Fernsehserie, 16 Folgen; Autor)
- 1973: Speed Buggy (Fernsehserie; Autor)
- 1973, 1974: Die Enterprise (The Animated Adventures of Gene Roddenberry’s Star Trek;
Fernsehserie, Folgen Once Upon a Planet und The Practical Joker; Autor)
- 1974/1976: Shazam (Fernsehserie, 4 Folgen; Autor, Produzent)
- 1975: The New Adventures of Gilligan (Fernsehserie, 3 Folgen; Autor)
- 1976: Ark II (Fernsehserie, 3 Folgen; Autor)
- 1976/1978: Tarzan, Herr des Dschungels (Tarzan, Lord of the Jungle; Fernsehserie, 24 Folgen; Autor, davon 16 als Produzent)
- 1977: Ein Fall für Batman (The New Adventures of Batman (Fernsehserie, 6 Folgen; Autor)
- 1977: Space Sentinels (Fernsehserie, Folgen Morpheus: The Sinister Sentinel und Space Giants; Autor, und 13 Folgen als Storyeditor und Produzent)
- 1979: The New Shmoo (Fernsehserie; Autor, Editor)
- 1981: Love Boat (Fernsehserie, Folge im Segment Gopher’s Bride; Autor)
- 1981: Die Schlümpfe (Les Schtroumpfs bzw. Smurfs; Fernsehserie, 27 Folgen; Autor, Storyeditor)
- 1983: The Biskitts (Fernsehserie, 13 Folgen; Autor)
- 1985/1986: Kissyfur (Fernsehserie, 26 Folgen; Autor, Storyeditor)
- 1987: The Little Wizards (Fernsehserie, 13 Folgen; Autor, Storyeditor, Produzent)
- 1987–1991: The Real Ghostbusters (Animationsserie, 45 Folgen; Storyeditor, Produzent)
- 1988/1989: The Real Ghostbusters 2 (Fernsehserie, 4 Folgen; Autor, Storyeditor, Produzent)
- 1990: The Wizard of Oz (Fernsehserie; Storyeditor)
- 1990/1991: Tiny Toon Abenteuer (Tiny Toon Adventures; Fernsehserie, 3 Folgen; Autor, Storyeditor)
- 1991/1992: Im Land der Saurier (Land of the Lost; Fernsehserie, 13 Folgen; Autor, Storyeditor, davon 9 als Produzent und 1 als Regisseur (Go Ahead, Make My Day))
- 1993/1994: Sonic the Hedgehog (Fernsehserie Kurzform, 5 Folgen; Autor sowie 26 Folgen als Storyeditor und Produzent)
- 1995/1996: Baywatch Nights (Fernsehserie, 5 Folgen; Autor)
- 1997: High Tide – Ein cooles Duo (Fernsehserie, 3 Folgen; Produzent)
- 1999: Sonic Underground (Fernsehserie, 6 Folgen; Autor)
- 1999: The Woody Woodpecker Show (Fernsehserie, Kurzform, 3 Folgen; Autor)
- 2003: Gadget and the Gadgetinis (Fernsehserie, Folge Face to Face to Face; Autor)
- 2019: The Adventures of Red Flaming Spike Ball (Fernsehserie, Folge Giddy up you Gosh darn Ball!; Autor)

## Auszeichnungen
Oscarverleihung 1968
- Ausgezeichnet mit dem Oscar in der Kategorie „Bester Kurzfilm“
zusammen mit Chuck Menville für den Film Stop, Look and Listen

Primetime Emmy Awards|1983
- Nominiert für den Primetime Emmy zusammen mit Chuck Menville, Peyo, Yvan Delporte und Gerard Baldwin
für die Kurzanimation My Smurfy Valentine

Daytime Emmy Awards 1991
- Nominiert für den Daytime Emmy zusammen mit Will Meugniot, Stan Phillips, Joe Medjuck, Michael C. Gross, Andy Heyward, Chuck Menville und Robby London für die Zeichentrickserie The Real Ghostbusters